# Potamonautes lueboensis
Potamonautes lueboensis is een krabbensoort uit de familie van de Potamonautidae. De wetenschappelijke naam van de soort is voor het eerst geldig gepubliceerd in 1904 door Rathbun.